# Bulbophyllum systenochilum
Bulbophyllum systenochilum là một loài phong lan thuộc chi Bulbophyllum.